# Chapelle-Spinasse
Pour les articles homonymes, voir Chapelle (homonymie).
Chapelle-Spinasse est une commune française située dans le département de la Corrèze en région Nouvelle-Aquitaine.

## Géographie
La commune de Chapelle-Spinasse est située en France, dans le Massif central au sud d'Égletons. Elle fait partie du département de la Corrèze, dans la région du Limousin. Elle est arrosée par le Doustre.
Chapelle-Spinasse culmine à une altitude d'environ 600 mètres. Sa superficie est de 5,89 km2.

### Communes limitrophes
Les communes limitrophes sont  Montaignac-sur-Doustre, Moustier-Ventadour, Rosiers-d'Égletons et Saint-Hilaire-Foissac.
|  |

Elle est distante à vol d'oiseau de :
- 3,47 km de Rosiers-d'Égletons ;
- 4,33 km du Jardin ;
- 5,04 km d'Égletons ;
- 6,15 km de Champagnac-la-Noaille.

Au dernier recensement de 1999, on comptait 133 habitants dans le village de Chapelle-Spinasse. Ce chiffre est tombé à 115 en 2011.

### Climat
Pour des articles plus généraux, voir Climat de la Nouvelle-Aquitaine et Climat de la Corrèze.
Historiquement, la commune est exposée à un climat montagnard.  
En 2020, Météo-France publie une typologie des climats de la France métropolitaine dans laquelle la commune est exposée à un climat de montagne et est dans la région climatique  Ouest et nord-ouest du Massif Central, caractérisée par une pluviométrie annuelle de 900 à 1 500 mm, maximale en automne et en hiver.
Pour la période 1971-2000, la température annuelle moyenne est de 9,7 °C, avec  une amplitude thermique annuelle de 14,8 °C. Le cumul annuel moyen de précipitations est de 1 282 mm, avec 14,1 jours de précipitations en janvier et 8,2 jours en juillet. Pour la période 1991-2020, la température moyenne annuelle observée sur la station météorologique la plus proche, située sur la commune d'Égletons à 5 km à vol d'oiseau, est de 10,6 °C et le cumul annuel moyen de précipitations est de 1 428,5 mm,. Pour l'avenir, les paramètres climatiques de la commune estimés pour 2050 selon différents scénarios d’émission de gaz à effet de serre sont consultables sur un site dédié publié par Météo-France en novembre 2022.

## Urbanisme

### Typologie
Au 1er janvier 2024, Chapelle-Spinasse est catégorisée commune rurale à habitat très dispersé, selon la nouvelle grille communale de densité à 7 niveaux définie par l'Insee en 2022.
Elle est située hors unité urbaine. Par ailleurs la commune fait partie de l'aire d'attraction d'Égletons, dont elle est une commune de la couronne,. Cette aire, qui regroupe 14 communes, est catégorisée dans les aires de moins de 50 000 habitants,.

### Occupation des sols
L'occupation des sols de la commune, telle qu'elle ressort de la base de données européenne d’occupation biophysique des sols Corine Land Cover (CLC), est marquée par l'importance des forêts et milieux semi-naturels (63 % en 2018), une proportion identique à celle de 1990 (63 %). La répartition détaillée en 2018 est la suivante : 
forêts (61 %), prairies (37 %), milieux à végétation arbustive et/ou herbacée (2 %).
L'évolution de l’occupation des sols de la commune et de ses infrastructures peut être observée sur les différentes représentations cartographiques du territoire : la carte de Cassini (XVIIIe siècle), la carte d'état-major (1820-1866) et les cartes ou photos aériennes de l'IGN pour la période actuelle (1950 à aujourd'hui).

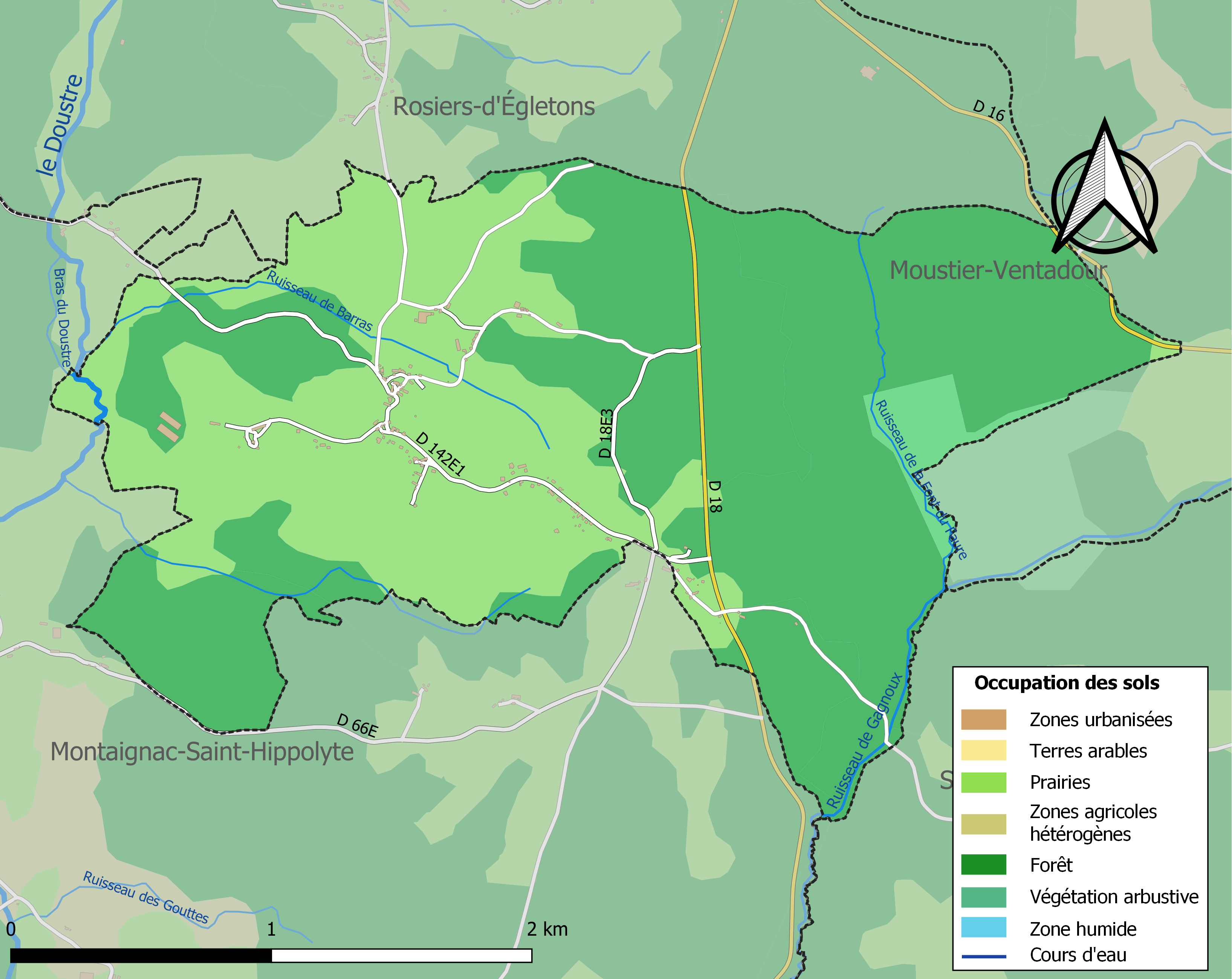
Carte des infrastructures et de l'occupation des sols de la commune en 2018 (CLC).

### Risques majeurs
Le territoire de la commune de Chapelle-Spinasse est vulnérable à différents aléas naturels : météorologiques (tempête, orage, neige, grand froid, canicule ou sécheresse), feux de forêts et séisme (sismicité très faible). Il est également exposé à deux risques particuliers : le risque minier et le risque de radon. Un site publié par le BRGM permet d'évaluer simplement et rapidement les risques d'un bien localisé soit par son adresse soit par le numéro de sa parcelle.

#### Risques naturels

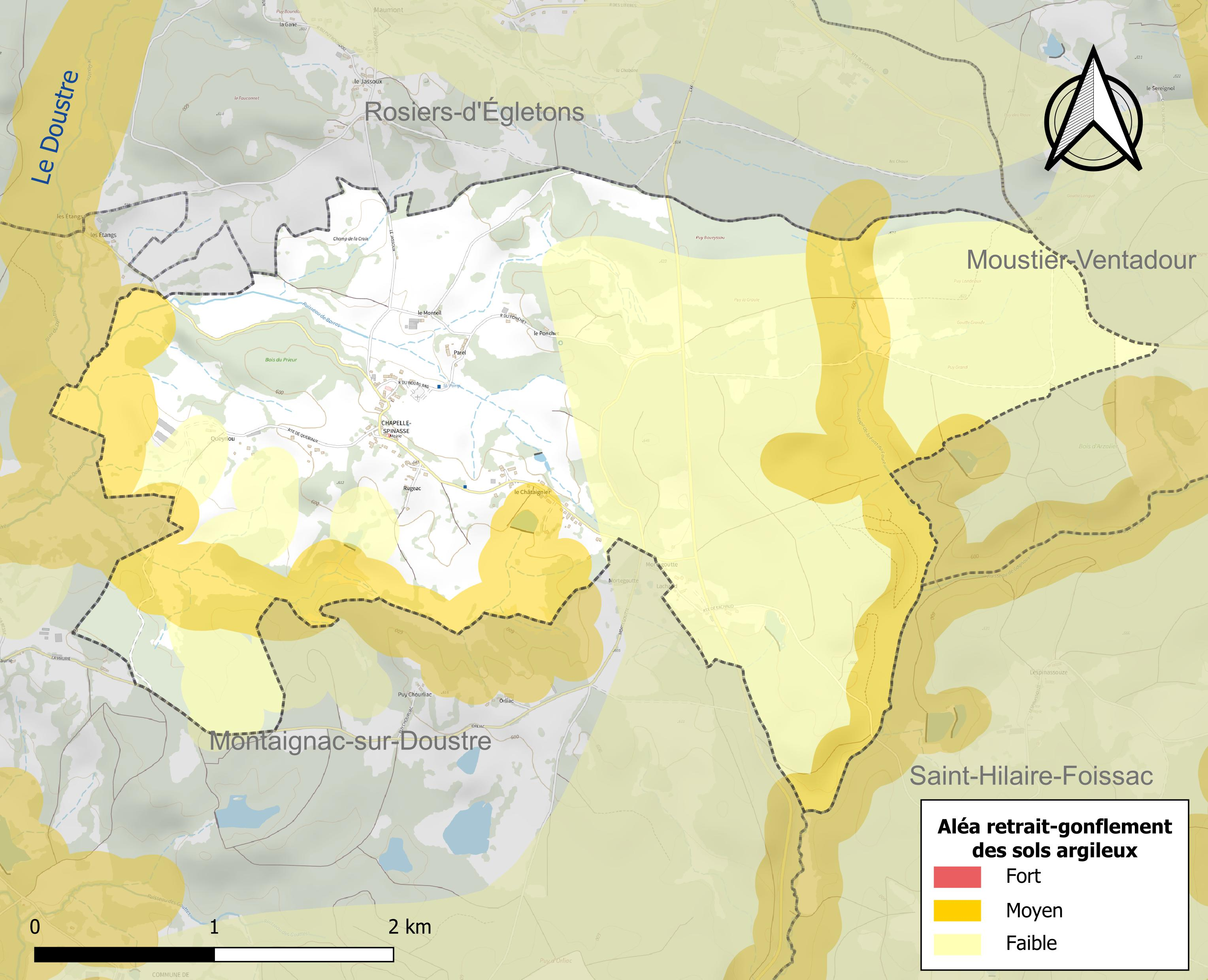
Carte des zones d'aléa retrait-gonflement des sols argileux de Chapelle-Spinasse.

Le retrait-gonflement des sols argileux est susceptible d'engendrer des dommages importants aux bâtiments en cas d’alternance de périodes de sécheresse et de pluie. 21,7 % de la superficie communale est en aléa moyen ou fort (26,8 % au niveau départemental et 48,5 % au niveau national). Sur les 68 bâtiments dénombrés sur la commune en 2019, sept sont en aléa moyen ou fort, soit 10 %, à comparer aux 36 % au niveau départemental et 54 % au niveau national. Une cartographie de l'exposition du territoire national au retrait gonflement des sols argileux est disponible sur le site du BRGM,.
Concernant les feux de forêt, aucun plan de prévention des risques incendie de forêt (PPRIF) n’a été établi en Corrèze, néanmoins le code de l’urbanisme impose la prise en compte des risques dans les documents d’urbanisme. Le périmètre des servitudes d'utilité publique et des zones d'obligation légale de débroussaillement pour les particuliers est quant à lui défini pour la commune dans une carte dédiée. 

#### Risques particuliers
La commune est  concernée par le risque minier, principalement lié à l’évolution des cavités souterraines laissées à l’abandon et sans entretien après l’exploitation de mines. 
Dans plusieurs parties du territoire national, le radon, accumulé dans certains logements ou autres locaux, peut constituer une source significative d’exposition de la population aux rayonnements ionisants. Certaines communes du département sont concernées par le risque radon à un niveau plus ou moins élevé. Selon la classification de 2018, la commune de Chapelle-Spinasse est classée en zone 3, à savoir zone à potentiel radon significatif. 

## Histoire
- Durant la Révolution, pour suivre le décret de la Convention, la commune porte les noms de Le Doustre et de Le Doustre-Lespinasse[19].

## Politique et administration
| Période   | Période  | Identité         | Étiquette | Qualité       |
| --------- | -------- | ---------------- | --------- | ------------- |
| mars 2001 | 2014     | Marc Pinardel    |           |               |
| mars 2014 | En cours | Jean-Pierre Août | DVD       | Fonctionnaire |

## Démographie
| 1836 | 1841 | 1846 | 1851 | 1856 | 1861 | 1866 | 1872 | 1876 |
| ---- | ---- | ---- | ---- | ---- | ---- | ---- | ---- | ---- |
| 266  | 276  | 280  | 253  | 251  | 258  | 250  | 234  | 237  |

| 1881 | 1886 | 1891 | 1896 | 1901 | 1906 | 1911 | 1921 | 1926 |
| ---- | ---- | ---- | ---- | ---- | ---- | ---- | ---- | ---- |
| 234  | 288  | 272  | 272  | 252  | 242  | 227  | 183  | 178  |

| 1931 | 1936 | 1946 | 1954 | 1962 | 1968 | 1975 | 1982 | 1990 |
| ---- | ---- | ---- | ---- | ---- | ---- | ---- | ---- | ---- |
| 193  | 166  | 153  | 122  | 131  | 124  | 134  | 119  | 137  |

| 1999 | 2006 | 2007 | 2012 | 2017 | 2022 | - | - | - |
| ---- | ---- | ---- | ---- | ---- | ---- | - | - | - |
| 133  | 116  | 113  | 115  | 115  | 113  | - | - | - |

## Culture locale et patrimoine

### Lieux et monuments
Il existait dans le haut Moyen Âge deux sanctuaires, Saint-Gilles et Sainte-Catherine, lieux de pèlerinage sur les ruines desquels est édifiée l'église Notre-Dame-de-la-Nativité, édifice roman de Chapelle-Spinasse au XIIe siècle. Sa nef et son chevet sont typiquement corréziens. Au fil du temps, l'église est agrandie par l'extension de quatre chapelles latérales. La voûte sur croisées d'ogives date du XVe siècle. Le portail central est munis de sept rouleaux portés par des chapiteaux en frise et des colonnettes. L'édifice fait partie du patrimoine typique du Limousin médiéval.
- Église Notre-Dame de Chapelle-Spinasse. L'édifice a été classé au titre des monuments historique en 1977[23].
- Le presbytère médiéval a brulé au XVIIIe siècle. Reconstruit à cette époque, il est classé monument historique.
- Le château de Mortegoutte (propriéte privée, ne se visite pas) construit au  XVIe siècle par la famille de Braquilanges qui posséda la seigneurie de Mortegoutte. et dont les armes figurent sur une des chapelles de l'église Notre-Dame.
- Le village de Chapelle-Spinasse est composé de fermes et de maisons limousines de caractère, édifiées pour la plupart au XVIIIe siècle.
- Au lieu dit « Champs dit des pestiférés » subsiste encore une croix où faisaient halte les pèlerins qui se rendaient à Notre-Dame de La Chapelle-Spinasse[24].

### Personnalités liées à la commune
- Le général de Braquilanges, lointain descendant des seigneurs de Mortegoutte, sur la paroisse de Chapelle-Spinasse.

### Héraldique
| Blason de Chapelle-Spinasse | Blason  | D'azur au sautoir ondé d'or cantonné de quatre tours d'argent maçonnées de sable, au franc-canton échiqueté de gueules et d'or. |
| Blason de Chapelle-Spinasse | Détails | Le statut officiel du blason reste à déterminer.                                                                                |